# Bankgiroloterij-Batavus/2002
Deze pagina geeft een overzicht van de wielerploeg Bankgiroloterij-Batavus in 2002.

## Algemeen
Sponsors: Batavus (fietsen), BankGiro Loterij (Nederlandse loterij)
Ploegleiders: Arend Scheppink, Johan Capiot
Fietsen: Batavus

## Renners
| Naam                  | Geboortedatum | Nationaliteit | Ploeg 2001 |
| --------------------- | ------------- | ------------- | ---------- |
| Thijs Al              | 16-06-1980    | Nederland     | neoprof    |
| Bert Hiemstra         | 09-08-1973    | Nederland     |            |
| Rudie Kemna           | 05-10-1967    | Nederland     |            |
| Gerben Löwik          | 29-06-1977    | Nederland     | Rabobank   |
| Rik Reinerink         | 21-05-1973    | Nederland     |            |
| Bram Schmitz          | 23-04-1977    | Nederland     |            |
| Corey Sweet           | 25-11-1976    | Australië     |            |
| Vincent van der Kooij | 10-06-1977    | Nederland     | Rabobank   |
| Remco van der Ven     | 24-06-1975    | Nederland     |            |
| Bas van Dooren        | 25-08-1973    | Nederland     | neoprof    |
| Jan van Velzen        | 07-12-1975    | Nederland     |            |
| Bart Voskamp          | 06-06-1968    | Nederland     |            |
| Pieter Vries          | 25-06-1975    | Nederland     |            |

## Belangrijke overwinningen
| Ronde van Drenthe winnaar: Rudie Kemna GP Herning winnaar: Rudie Kemna Ronde van België etappe 2b: Bart Voskamp eindklassement: Bart Voskamp Ronde van Luxemburg 3e etappe: Corey Sweet 4e etappe: Bart Voskamp Ster Elektrotoer 2e etappe: Rudie Kemna 3e etappe: Bart Voskamp 4e etappe: Bram Schmitz 6e etappe: Rik Reinerink eindklassement: Bart Voskamp Hel van het Mergelland winnaar: Corey Sweet Nederlandse kampioenschappen MTB winnaar: Thijs Al |

## Teams

### Ronde van Qatar
21 januari–25 januari
- [111.] Bart Voskamp
- [112.] Bert Hiemstra
- [113.] Rudi Kemna
- [114.] Vincent van der Kooij
- [115.] Gerben Löwik
- [116.] Rik Reinerink
- [117.] Bram Schmitz
- [118.] Jan van Velzen

### Amstel Gold Race
28 april
- [211.] Bert Hiemstra
- [212.] Vincent van der Kooij
- [213.] Bram Schmitz
- [214.] Corey Sweet
- [215.] Jan van Velzen
- [216.] Remco van der Ven
- [217.] Bart Voskamp
- [218.] Pieter Vries

### Ronde van Nederland
20 augustus–24 augustus
- [41.] Bart Voskamp
- [42.] Rudi Kemna
- [43.] Gerben Löwik
- [44.] Rik Reinerink
- [45.] Bram Schmitz
- [46.] Bert Hiemstra
- [47.] Jan van Velzen
- [48.] Pieter Vries

Mannen: 1999 · 2000 · 2001 · 2002 · 2003 · 2004 · 2005 · 2006 · 2007 · 2008 · 2009 · 2010 · 2011 · 2012 · 2013 · 2014 · 2015 · 2016 · 2017 · 2018 · 2019 · 2020 · 2021 · 2022 · 2023 · 2024 · 2025
Vrouwen: 2011 · 2012 · 2013 · 2014 · 2015 · 2016 · 2017 · 2018 · 2019 · 2020 · 2021 · 2022 · 2023 · 2024 · 2025